# Маріо Сольдаті
Ма́ріо Сольда́ті (італ. Mario Soldati; нар. 17 листопада 1906, Турин, Королівство Італія — пом. 19 червня 1999, Леричі, Лігурія, Італія) — італійський кінорежисер, сценарист, письменник та актор.

## Життєпис
Маріо Сольдаті народився 17 листопада 1906 року в місті Турині, Італія. Навчався в єзуїтській школі Istituto sociale. У 1925 році опублікував драму «Пілат». У 1927 році після закінчення факультету історії мистецтв, та написавши дипломну роботу про творчість художника Боккаччо Боккаччіно, працював в Галереї сучасного мистецтва в Турині. Отримав трирічну стипендію Інституту мистецтв в Римі. У 1929 році видав збірку оповідань «Салмакіда» (Salmace). На початку третього року навчання в Римі отримав стипендію Колумбійського університету і переїхав у США.
У 1931 році Маріо Сольдаті повернувся в Італію, одружився і влаштувався на роботу секретарем режисера на кіностудії «Cines-Pittaluga». За сприяння президента студії Еміліо Чеккі став сценаристом, продовжуючи співпрацювати з Маріо Камеріні як помічник режисера. У 1934 році після провалу фільму «Сталь» (італ. Acciaio) Сольдаті був звільнений з роботи. Він переїхав в Орта-Сан-Джуліо на озері Орта, де впродовж двох років працював над автобіографічною книгою «Перша любов Америка» (італ. America Primo Amore). У 1936 році на прохання Маріо Камеріні повернувся до Рима.
У 1939 році Сольдаті зняв перший комедійний фільм «Дора Нельсон». Фільм «Старовинний маленький світ» (італ. Piccolo mondo antico, 1941) приніс йому широку популярність і визнання критики. Аліда Валлі, що зіграла в ньому свою першу драматичну роль була відзначена кубком Вольпі.
Вночі 14 вересня 1943 року Маріо Сольдаті разом з Діно Де Лаурентісом втікає з Рима в Неаполь. Пізніше він опублікує дорожні замітки по назвою «Втеча в Італію» (італ. Fuga in Italia, 1947). Впродовж дев'яти місяців Сольдаті жив у Неаполі, працюючи на міській радіостанції. Після повернення в Рим влаштувався військовим кореспондентом в газети «Avanti!» та «l'Unità» на Готську лінію.
У 1949 році Сольдаті зняв фільм «Втеча у Францію» (італ. Fuga in Francia), в роботі над яким також взяли участь Чезаре Павезе та Енніо Флайано. Тоді ж опублікував збірку «Вечеря з командором» з трьох оповідань («Зелена куртка», «Батько сиріт» і «Вікно»), яка принесла йому літературну премію Сан Бабіла. У 1952 році зняв фільм «Провінціалка» за романом Альберто Моравіа з Джиною Лоллобриджидою в головній ролі, який був номінований на Гран-прі Каннського кінофестивалю. У 1954 році він опублікував роман «Листи з Капрі», за який отримав престижну премію Стрега.
У 1955 році Сольдаті брав участь у постановці італо-американського фільму Кінга Відора «Війна і мир» за однойменним романом Льва Толстого (був керівником другої знімальної групи та одним з авторів сценарію).
Останній фільм Сольдаті «Полікарп, офіційний документ» (італ. Policarpo, ufficiale di scrittura, 1959) отримав премію 12-го Каннського фестивалю як найкраща кінокомедія.
У 1962 році Сольдаті входив до складу міжнародного журі 15-го Каннського міжнародного кінофестивалю, очолюваного японським письменником Тецуро Фурукакі. Процитовано 20.03.2017. У 1964 році Сольдаті написав роман «Два міста» (італ. Le due Città), а в 1970-му — «Актор» (італ. L'attore), за якого отримав Премію Камп'єлло.
Помер 19 червня 1999 року в окрузі Телларо комуні Леричі в провінції Ла Спеція у віці 92 років.

## Фільмографія
Сценарист
- 1932 : Що за негідники чоловіки! / Gli uomini, che mascalzoni…
- 1932 : Трапеза бідних / La tavola dei poveri
- 1933 : Сталь / Acciaio
- 1933 : Повернення дня / Cento di questi giorni
- 1934 : Джалло / Giallo
- 1935 : Трикутний капелюх / Il cappello a tre punte
- 1937 : Синьйор Макс / Il signor Max
- 1937 : Але це несерйозно / Ma non è una cosa seria
- 1938 : Графиня з Парми / La contessa di Parma
- 1938 : Княгиня Тараканова / La principessa Tarakanova
- 1938 : Годинник із зозулею / L'orologio a cucù
- 1938 : Синьйора з Монте-Карло / La signora di Montecarlo (і адаптація)
- 1939 : Невідомий з Монте-Карло / L'inconnue de Monte Carlo
- 1939 : Повітряні замки / Castelli in aria (адаптація)
- 1939 : Два мільйони для посмішки / Due milioni per un sorriso (і сюжет)
- 1939 : Документ / Il documento
- 1940 : Усе за жінку / Tutto per la donna
- 1940 : Романтична пригода / Una romantica avventura
- 1940 : Дора Нельсон / Dora Nelson
- 1941 : Маленький старовинний світ / Piccolo mondo antico
- 1942 : Трагічна ніч / Tragica notte
- 1942 : Постріл / Un colpo di pistola
- 1942 : Маломбра / Malombra
- 1945 : У верхній частині міста / Quartieri alti
- 1946 : Євгенія Гранде / Eugenia Grandet
- 1947 : Даніеле Кортіс / Daniele Cortis
- 1948 : Втеча до Франції / Fuga in Francia (і сюжет)
- 1950 : Її улюблений чоловік / Her Favourite Husband
- 1950 : Жінки і розбійники / Donne e briganti
- 1952 : Пригоди Мандрена / Le avventure di Mandrin
- 1953 : Йоланда, донька Чорного корсара / Jolanda la figlia del corsaro nero (і сюжет; в титрах відсутній)
- 1953 : Провінціалка / La provinciale
- 1954 : Таке життя / Questa è la vita
- 1954 : Жінка з річки / La donna del fiume
- 1956 : Війна і мир / War and Peace
- 1957 : Граф Макс / Il conte Max
- 1957 : Маленька Італія / Italia piccola
- 1962 : Важке кохання / L'amore difficile (оповідання)
- 1966 : Біблія / The Bible: In the Beginning… (в титрах відсутній)
- 1987 : Кохання і пристрасть / Capriccio (роман; в титрах відсутній)
- 1990 : Маестро / Il maestro (роман)

Режисер
- 1938 : Княгиня Тараканова / La principessa Tarakanova
- 1938 : Синьйора з Монте-Карло / La signora di Montecarlo
- 1939 : Два мільйони для посмішки / Due milioni per un sorriso
- 1940 : Усе за жінку / Tutto per la donna
- 1940 : Дора Нельсон / Dora Nelson
- 1941 : Маленький старовинний світ / Piccolo mondo antico
- 1942 : Трагічна ніч / Tragica notte
- 1942 : Маломбра / Malombra
- 1945 : Знегоди синьйора Траве / Le miserie del signor Travet
- 1945 : У верхній частині міста / Quartieri alti
- 1946 : Євгенія Гранде / Eugenia Grandet
- 1947 : Даніеле Кортіс / Daniele Cortis
- 1948 : Втеча до Франції / Fuga in Francia
- 1950 : Удар і відповідь / Botta e risposta
- 1950 : Її улюблений чоловік / Her Favourite Husband
- 1950 : Жінки і розбійники / Donne e briganti
- 1951 : Мене занапащає любов / È l'amor che mi rovina
- 1951 : О'кей Нерон / O.K. Nerone
- 1952 : Пригоди Мандрена / Le avventure di Mandrin
- 1952 : Мрія про Зорро / Il sogno di Zorro
- 1952 : Три пірати / I tre corsari
- 1953 : Йоланда, донька Чорного корсара / Jolanda la figlia del corsaro nero
- 1953 : Провінціалка / La provinciale
- 1954 : Рука незнайомця / La mano dello straniero
- 1954 : Таке життя / Questa è la vita
- 1954 : Жінка з річки / La donna del fiume
- 1956 : Під небом Провансу / Era di venerdì 17
- 1957 : Паленька Італія / Italia piccola
- 1959 : Полікарп, офіційний документ / Policarpo, ufficiale di scrittura
- 1989 : 12 режисерів про 12 міст / 12 registi per 12 città

Актор
- 1946 : Мій син професор / Mio figlio professore — професор Барделлі
- 1947 : Даніеле Кортіс / Daniele Cortis — Сільверіо
- 1948 : Втеча до Франції / Fuga in Francia — Стіффі
- 1950 : Неаполь, місто мільйонерів / Napoli milionaria — бухгалтер Спасіані
- 1989 : Брехун / La bugiarda — принц Сінісбальді (телефільм)

## Визнання
| Рік                                               | Категорія             | Фільм                        | Результат |
| ------------------------------------------------- | --------------------- | ---------------------------- | --------- |
| Каннський міжнародний кінофестиваль               |                       |                              |           |
| 1946                                              | Гран-прі фестивалю    | Знегоди синьйора Траве       | Номінація |
| 1953                                              | Гран-прі фестивалю    | Провінціалка                 | Номінація |
| 1959                                              | Золота пальмова гілка | -                            | Номінація |
| 1959                                              | Найкраща комедія      | Полікарп, офіційне написання | Перемога  |
| Венеційський міжнародний кінофестиваль            |                       |                              |           |
| 1948                                              | Великий приз          | Втеча до Франції             | Номінація |
| Італійський національний синдикат кіножурналістів |                       |                              |           |
| 1977                                              | Приз П'єтро Б'янкі    | Приз П'єтро Б'янкі           | Перемога  |

## Публікації
- Пілат / Pilato (tragedia in tre atti), Torino: Sei, 1925;
- Салмакіда / Salmace (sei novelle), Novara: «La Libra», 1929; ripubblicato con una nota di Cesare Garboli, Milano: Adelphi, 1993; poi in «Oscar», Milano: Mondadori, 2009;
- Перша любов Америка / America primo amore, Firenze: Bemporad, 1935, poi: Roma: Einaudi, 1945; Milano: Garzanti, 1956; Milano: Mondadori, 1959 e 1976; Milano: Emme Edizioni, 1975; Palermo: Sellerio, 2003;
- (Con lo pseudonimo di Franco Pallavera), 24 ore in uno studio cinematografico, Milano: Corticelli, 1935, poi (a nome proprio) in Palermo: Sellerio, 1985;
- La verità sul caso Motta, Milano: Rizzoli; 1941, poi Garzanti 1957, Mondadori, 1967 e 1973, Palermo: Sellerio 2004;
- L'amico gesuita (racconti), Milano: Rizzoli, 1943, poi Milano: Mondadori 1979;
- Corrispondenti di guerra, Palermo: Sellerio, 2009 (ma articoli risalenti al periodo);
- Втеча в Італію / Fuga in Italia, Milano: Longanesi, 1947; poi Milano: Edizioni Scolastiche Mondadori, 1969; poi Palermo: Sellerio, 2004;
- Вечеря з командором / A cena col commendatore, Milano: Longanesi, 1950; poi Milano: Mondadori, 1961 e 1977 (i tre racconti: La giacca verde, Il padre degli orfani e La finestra sono stati pubblicati anche singolarmente da Palermo: Sellerio, 2005;
- L'accalappiacani, Roma: Atlante, 1953;
- Листи з Капрі / Le lettere da Capri, Milano: Garzanti, 1954; poi Milano: Mondadori, 1961, 1976 e successive edizioni;
- Визнання / La confessione, Milano, Garzanti 1955; poi Milano: Mondadori, 1959 e 1980; e Milano: Adelphi, 1991;
- Оповідання / I racconti, Milano: Garzanti, 1957;
- Il vero Silvestri, ivi, 1957; poi: Milano: Mondadori, 1959 e 1971;
- La messa dei villeggianti, ivi, 1959, 1982; e in «Oscar» 2007;
- Оповідання 1927—1947 / I racconti 1927—1947, Milano: Mondadori, 1960 (riedizione dei Racconti editi da Garzanti nel 1957);
- Canzonette e viaggio televisivo (poesie), Milano: Mondadori, 1962;
- Storie di spettri, ivi, 1962;
- Два міста / Le due città, Milano: Garzanti, 1964, poi 1985; poi in «Oscar», Milano: Mondadori, 2006;
- La busta arancione, Milano: Mondadori, 1966, e ivi, 1984;
- I racconti del maresciallo, ivi, 1967;
- Fuori, ivi, 1968;
- Vino al vino. Viaggio alla ricerca dei vini genuini, ivi, 1969, poi: ivi, 1981;
- I disperati del benessere (viaggio in Svezia), ivi, 1970;
- Introduzione a Henry Frust, Il meglio, Milano: Longanesi, 1970;
- Актор / L'attore, Milano: Mondadori 1970, poi: ivi, 1975, quindi Milano-Novara: Mondadori-De Agostini, 1986;
- 55 оповідань на зиму / 55 novelle per l'inverno, Milano: Mondadori, 1971;
- Vino al vino 2, ivi, 1971, poi Milano: Mondadori, 1981;
- Da spettatore. Cronache del cinema, ivi, 1973;
- Un prato di papaveri. Diario 1947-64, ivi, 1973;
- Il polipo e i pirati (fiaba illustrata), Milano: Emme Edizioni, s.d. [ma 1974];
- Lo smeraldo, Milano: Mondadori, 1974, poi: ivi, 1985;
- Lo specchio inclinato, ivi, 1975;
- Vino al vino 3, ivi, 1975, poi: ivi, 1981; i tre Vino al vino sono stati raccolti in unico volume da Milano: Mondadori nel 2006;
- Американська дружина / La sposa americana, ivi, 1977, poi: ivi, 1980;
- Lettere a Mario Soldati, ivi, 1979;
- Addio diletta Amelia, ivi, 1979;
- 44 оповідання на літо / 44 novelle per l'estate, ivi, 1979;
- Небесна карта / La carta del cielo (antologia per la scuola media a cura di Natalia Ginzburg), Torino: Einaudi 1980;
- L'incendio, Milano: Mondadori, 1981;
- La casa del perché, ivi, 1982;
- Lo scopone, in collaborazione con Maurizio Corgnati, ivi, 1982;
- Nuovi racconti del maresciallo, Milano: Rizzoli, 1984;
- Архітектор / L'architetto, ivi, 1985;
- Пригода у Вальтелліні / L'avventura in Valtellina, Bari: Laterza, 1986;
- Ah! Il Mundial!, Milano: Rizzoli, 1986; poi: Palermo: Sellerio, 2008;
- El Paseo de Gracia, Milano: Rizzoli, 1987;
- Regione regina (raccolta di scritti già editi dedicati alla Liguria), Bari: Laterza, 1987;
- Rami secchi (ritratti e ricordi), Milano: Rizzoli, 1989;
- Opere. I: Racconti autobiografici, a cura di C. Garboli, Milano: Rizzoli, 1991;
- Opere. II: Romanzi brevi, a cura di C. Garboli, Milano: Rizzoli, 1992;
- Le sere, Milano: Rizzoli, 1994;
- Romanzi, «Meridiani», Milano: Mondadori, 2006;
- Romanzi brevi e racconti, «Meridiani», Milano: Mondadori, 2009.